# Pim Fortuyn
Wilhelmus Simon Petrus Fortuijn, được biết như Pim Fortuyn (tiếng Hà Lan: [ˈpɪm fɔrˈtœyn] ⓘ; 19 tháng 2 năm 1948 – 6 tháng 5 năm 2002), là một chính khách, học giả, tác giả và doanh nhân người Hà Lan, người đã thành lập đảng của riêng mình, Danh sách Pim Fortuyn (Lijst Pim Fortuyn or LPF) vào năm 2002.
Fortuyn đã gây tranh cãi ở Hà Lan với quan điểm của ông về đa văn hóa, nhập cư và Hồi giáo ở Hà Lan. Ông gọi Hồi giáo là "văn hóa lạc hậu", và được trích dẫn khi nói rằng nếu có thể về mặt pháp lý, ông sẽ đóng cửa biên giới cho những người nhập cư Hồi giáo. Fortuyn cũng ủng hộ các biện pháp cứng rắn hơn chống tội phạm và chống lại quan liêu nhà nước, muốn giảm đóng góp tài chính của Hà Lan cho Liên minh châu Âu. Ông đã bị các đối thủ và giới truyền thông coi là một người theo chủ nghĩa dân túy cực hữu, nhưng ông đã quyết liệt từ chối nhãn hiệu này. Fortuyn là người đồng tính công khai và là người ủng hộ quyền của người đồng tính.
Fortuyn rõ ràng xa cách chính mình với các chính khách "cực hữu" như Filip Dewinter của Bỉ, Jorg Haider của Áo, hay người Pháp Jean-Marie Le Pen bất cứ khi nào so với họ. Trong khi ông so sánh chính trị của mình với các chính trị gia trung hữu như Silvio Berlusconi của Ý và Edmund Stoiber của Đức, ông cũng ngưỡng mộ cựu Thủ tướng Hà Lan Joop den Uyl, một nhà dân chủ xã hội và Tổng thống Hoa Kỳ Dân chủ [[John F. Kennedy]Kok]]. Fortuyn cũng chỉ trích mô hình mạnh mẽ hơn và các chính sách của chính phủ sắp sửa của Wim Kok và liên tục mô tả chính ông và hệ tư tưởng của LPF là thực dụng và không dân túy. Vào tháng 3 năm 2002, LPF mới được thành lập của ông đã trở thành bữa tiệc lớn nhất tại quê nhà Rotterdam của Fortuyn trong bầu cử thành phố Hà Lan được tổ chức vào năm đó.
Fortuyn bị ám sát trong chiến dịch bầu cử quốc gia Hà Lan năm 2002 bởi Volkert van der Graaf, một nhà hoạt động vì môi trường và quyền động vật cánh tả. Tại tòa tại phiên tòa của mình, van der Graaf nói rằng ông đã giết Fortuyn để ngăn ông khai thác người Hồi giáo là "vật tế thần" và nhắm vào "các thành viên yếu kém của xã hội" để tìm kiếm quyền lực chính trị. LPF tiếp tục bỏ phiếu ở vị trí thứ hai trong bầu cử nhưng đã đi xuống ngay sau đó.